# Santiago Acasiete
Wilmer Santiago Acasiete Ariadela, né le 22 novembre 1977 à Callao, est un footballeur international péruvien qui évoluait au poste de latéral gauche ou de stoppeur. Il s'est reconverti entraîneur.

## Biographie

### Carrière en club
Santiago Acasiete remporte le tournoi d'ouverture du championnat 2012 avec l'Universitario de Deportes de Lima, mais c'est au Cienciano del Cusco qu'il se distingue en remportant deux titres internationaux : la Copa Sudamericana en 2003 suivi de la Recopa Sudamericana l'année suivante. Il dispute aussi l'édition 2004 de la Copa Libertadores avec le club de Cuzco (cinq matchs, trois buts).
Parti en Espagne, il joue pour l'UD Almería entre 2005 et 2012 (212 matchs joués, 13 buts marqués toutes compétitions confondues).

### Carrière en équipe nationale
International péruvien, Santiago Acasiete dispute 43 matchs en sélection du Pérou entre 2004 et 2013 (deux buts inscrits).
Il dispute notamment trois éditions de Copa América en 2004, 2007 et 2011. Il atteint la 3e place lors du dernier tournoi.

### Carrière d'entraîneur
Acasiete est nommé entraîneur du Deportivo Municipal en septembre 2023. Il remplace Adrián Celis qui ne réunissait pas les conditions nécessaires pour diriger l'équipe.

## Palmarès

### En club
| Universitario de Deportes - Tournoi d'ouverture (1) : - Vainqueur : 2002-A. |  | Cienciano del Cusco - Copa Sudamericana (1) : - Vainqueur : 2003. - Recopa Sudamericana (1) : - Vainqueur : 2004. |

### En équipe nationale
Pérou
- Copa América
  - Troisième : 2011.